# Dumisa Ngobe
Dumisa Ngobe (Witbank, 5 marzo 1973) è un ex calciatore sudafricano, di ruolo centrocampista.